# Зграда Народног музеја у Смедеревској Паланци
Зграда Народног музеја у Смедеревској Паланци је подигнута у периоду од 1855. до 1860. године као зграда породице Шишковић. Представља непокретно културно добро као споменик културе.

## Историјат
Недалеко од села Бела Црква, које се у византијским изворима помиње у 11. веку, Турци су 1532. године саградили утврду од дрвета-паланку. Градитељ овог утврђења био је беглербег Темишвара, Хасан паша, по коме ће насеље добити име Хасан-пашина Паланка. У центру данашње Смедеревске Паланке, која је ово име добила између два Светска рата, на месту на коме се некада налазио Хасан Пашин конак, највероватније у периоду 1855-1860. године подигнута је зграда породице Шишковић. Непосредно по завршетку изградње, око 1868. године, ово здање је адаптирано за потребе седишта Среског начелства.

## Архитектура
Зграда има основу скоро квадратног облика и за време када је настала, репрезентативну архитектуру у ентеријеру и екстеријеру. Састоји се од приземља, спрата и тавана адаптираног у поткровље. Изведена је у масивном конструктивном систему и карактерише је кубична форма. Зидана је опеком положеном у малтер. Међуспратна конструкција је изведена у виду полуобличастих сводова, док је кровна конструкција дрвена. Кров је четвороводни, данас покривен бибер црепом. Архитектура и геометрија, које су примењене у обликовању фасада засноване су на доследном поштовању принципа пуне симетрије који је на уличној фасади нарочито наглашен формирањем плитког централног ризалита, који заједно са лучно засведеним отворима, представља главну ликовну доминату уличне фасаде. Ликовност фасада објекта заснована је на основним принципима академизма. Некада вероватно у духу класицизма, првобитно изведена декоративна фасадна пластика данас је скоро у потпуности изгубљена. Приземне и спратне површине фасада су обједињене у једну раван, а између отвора накнадно је изведена профилација блиска сецесији.
Током времена објекат је претрпео неколико измена, највише у периоду 1917–1918. године и 1969–1970. године када је изведена адаптација за потребе усељења музеја у ову зграду.